# Bisnius diversipennis
Bisnius diversipennis är en skalbaggsart som först beskrevs av Max Bernhauer 1899.  Bisnius diversipennis ingår i släktet Bisnius, och familjen kortvingar. Enligt den finländska rödlistan är arten sårbar i Finland. Arten har ej påträffats i Sverige. Artens livsmiljö är sandstränder vid sötvatten.